# Vlado Lemić
Vladica (Vlado) Lemić (Servisch: Владо Лемић) (Zagreb, 1966) is een voormalig Servisch voetballer en tegenwoordig een invloedrijke zaakwaarnemer van veel voetbalspelers in verschillende Europese voetbalcompetities. Zo is Lemić goed bevriend met voormalig topvoetballer Predrag Mijatović.
Lemic speelde als voetballer onder meer voor Borac Banja Luka. In 1988 vertrok hij naar België, naar KFC Herentals. Later speelde hij nog één seizoen op het hoogste niveau in België, bij Lierse SK, ten tijde van Eric Gerets als trainer.
Lemić werd in april 2008 "groot nieuws in Nederland" toen toenmalig PSV-doelman Gomes een interview gaf waarin hij het vertrek eiste van algemeen directeur Jan Reker. Hierop kwamen er meerdere berichten in de media dat Gomes gestuurd zou worden door Lemić. Reker vond dat Lemić te veel macht had bij PSV en wilde die macht verminderen. De controverse leidde tot een ongewoon onrustige periode binnen de PSV-organisatie, die erom bekendstond dat alle zaken normaliter binnenskamers bleven. Voormalig voorzitter Harry van Raaij en voormalig trainer Guus Hiddink hadden geen problemen met Lemić en Van Raaij verklaarde zelfs 'mannen als Lemić nodig te hebben'.
PSV deed voor de eerste keer zaken met Lemić in 2000, toen hij Mateja Kežman begeleidde, die daarvoor bij Partizan Belgrado speelde. Doordat Vlado Lemić goede contacten heeft met veel invloedrijke mensen in het voetbal, waaronder de Russische oliemiljardair Roman Abramovitsj en tevens eigenaar van de Engelse Premiership-voetbalclub Chelsea FC, heeft hij ervoor gezorgd dat de Braziliaanse voetballer van Chelsea FC Alex aan PSV werd verhuurd. Lemić werd dan ook geregeld door PSV ingehuurd als adviseur. Hij is goed bevriend met Piet de Visser, voormalig scout van PSV, en heeft een goede relatie met Stan Valckx, voormalig technisch manager bij PSV. Lemić werkte niet uitsluitend voor PSV; hij was in 2007 ook betrokken bij de overgang van Drenthe van Feyenoord naar Real Madrid, waarbij hij nauw samenwerkte met Rodger Linse, de zaakwaarnemer van Drenthe.
Daarnaast is Lemić zaakwaarnemer van verschillende voetbalspelers, waaronder keeper Gomes, Jonathan Reis, Fagner, Danko Lazović, Slobodan Rajković, Alcides en Cássio Ramos. In mei 2008 werd bekend dat AFC Ajax interesse had in sc Heerenveen-speler Miralem Sulejmani en richtte Lemic zijn pijlen op Sulejmani. Begin juni 2008 bereiken Ajax en sc Heerenveen een akkoord over de speler. Algemeen directeur Yme Kuiper van Heerenveen liet zich uit over de rol die Lemic speelde: "Voor de komst van Lemic zei 'Miki' altijd dat hij langere tijd bij Heerenveen wilde blijven. Sinds de komst van Lemic wilde hij zo snel mogelijk weg."
Ondanks dat Lemić zich opstelt als zaakwaarnemer is hij in feite slechts adviseur omdat hij niet beschikt over de officiële papieren die vereist zijn voor het FIFA-agentschap. Lemić is geen officiële FIFA-makelaar.